# Virbia luteilinea
Virbia luteilinea är en fjärilsart som beskrevs av Walker 1854. Virbia luteilinea ingår i släktet Virbia och familjen björnspinnare. Inga underarter finns listade i Catalogue of Life.